# Idaea sanctaria
Idaea sanctaria is een vlinder uit de familie spanners (Geometridae). De wetenschappelijke naam van deze soort is voor het eerst geldig gepubliceerd in 1900 door Staudinger.
De soort komt voor in tropisch Afrika.